# L'Astragale (film, 2015)
Pour les articles homonymes, voir Astragale.
Pour plus de détails, voir Fiche technique et Distribution.
L'Astragale est un film dramatique français réalisé par Brigitte Sy et sorti le 8 avril 2015. Il s'agit de l'adaptation du roman éponyme d'Albertine Sarrazin.

## Synopsis
Une nuit d’avril 1957. Albertine, 19 ans, saute du mur de la prison où elle purge une peine pour braquage. Dans sa chute, elle se brise l’os du pied : l’astragale. Elle est secourue par Julien, repris de justice, qui l’emmène et la cache chez une amie à Paris. Pendant qu’il mène sa vie de malfrat en province, elle réapprend à marcher dans la capitale. Julien est arrêté et emprisonné. Seule et recherchée par la police, elle se prostitue pour survivre et, de planque en planque, de rencontre en rencontre, lutte au prix de toutes les audaces pour sa fragile liberté et pour supporter la douloureuse absence de Julien.

## Fiche technique
- Titre : L'Astragale
- Réalisation : Brigitte Sy
- Scénario : Serge Le Péron et Brigitte Sy, d'après L'Astragale d'Albertine Sarrazin
- Photographie : Frédéric Serve
- Couleur : noir et blanc
- Montage : Julie Dupré
- Costumes : Françoise Arnaud
- Décors : Françoise Arnaud
- Producteur : Paulo Branco
- Production : Alfama Films et France 3 Cinéma
- Distribution : Alfama Films
- Pays d’origine :  France
- Genre : drame
- Durée : 96 minutes
- Dates de sortie :
  - France : 8 avril 2015
  - Portugal : 9 juillet 2015
- Classification :
  -  France : tous publics[1]

## Distribution
- Leïla Bekhti : Albertine Damien
- Reda Kateb : Julien
- Esther Garrel : Marie
- India Hair : Suzy
- Jean-Benoît Ugeux : Marcel
- Jocelyne Desverchère : Nini
- Louis Garrel : Jacky
- Jean-Charles Dumay : Roger
- Delphine Chuillot : Catherine
- Brigitte Sy : Rita
- Yann Gael : Étienne, le danseur dans la boîte de nuit
- Guillaume Briat : le patron du café Pigalle
- Christian Bouillette : la voix off du juge
- Béatrice de Staël : une prostituée au commissariat
- François Négret : un homme
- Billie Blain : Coco[2]

## Production

### Tournage
Le tournage a eu lieu du 28 avril au 6 juin 2014, essentiellement à Paris. Les scènes de plage ont été effectuées à Agon-Coutainville.

## Autres adaptations
- Au cinéma : L'Astragale, 1968, réalisation de Guy Casaril, avec Marlène Jobert et Horst Buchholz
- Au théâtre : Albertine Sarrazin, 2008, mise en scène de Raymond Savary